# Geranomyia atlantica annulirostris
Geranomyia atlantica annulirostris is een ondersoort van de tweevleugelige Geranomyia atlantica uit de familie steltmuggen (Limoniidae). De soort komt voor in het Palearctisch gebied.